# Allocnemis subnodalis
Allocnemis subnodalis – gatunek ważki z rodziny pióronogowatych (Platycnemididae). Do 2013 roku był umieszczany w rodzinie Protoneuridae i niewyróżnianym już rodzaju Isomecocnemis. Występuje w Afryce Subsaharyjskiej – od Gwinei i Sierra Leone do Kamerunu.